# Julián Fernández (calciatore 2004)
Julián Fernández (Buenos Aires, 30 gennaio 2004) è un calciatore argentino, attaccante del New York City.

## Carriera

### Club

#### Gli inizi, Vélez
Cresciuto nel settore giovanile del Vélez Sarsfield, ha esordito in prima squadra il 20 febbraio 2022, in occasione dell'incontro della Copa de la Liga Profesional pareggiato per 0-0 contro l'Independiente.

#### New York City
Il 1º agosto 2023 viene acquistato a titolo definitivo dal New York City, con cui sottoscrive un contratto fino al 2027 con opzione di rinnovo per un ulteriore anno.

### Nazionale
Ha giocato nella nazionale argentina Under-20.
Nel gennaio del 2023, viene incluso da Javier Mascherano nella rosa dell'Under-20 argentina partecipante al campionato sudamericano di categoria in Colombia.

## Statistiche

### Presenze e reti nei club
Statistiche aggiornate al 2 agosto 2023.
| Stagione               | Squadra                | Campionato             | Campionato | Campionato | Coppe nazionali | Coppe nazionali | Coppe nazionali | Coppe continentali | Coppe continentali | Coppe continentali | Altre coppe | Altre coppe | Altre coppe | Totale | Totale |
| Stagione               | Squadra                | Comp                   | Pres       | Reti       | Comp            | Pres            | Reti            | Comp               | Pres               | Reti               | Comp        | Pres        | Reti        | Pres   | Reti   |
| ---------------------- | ---------------------- | ---------------------- | ---------- | ---------- | --------------- | --------------- | --------------- | ------------------ | ------------------ | ------------------ | ----------- | ----------- | ----------- | ------ | ------ |
| 2022                   | Vélez Sarsfield        | PD                     | 23         | 0          | CA+CdL          | 2+8             | 1+1             | CL                 | 7                  | 2                  |             | -           | -           | 40     | 4      |
| gen.-ago. 2023         | Vélez Sarsfield        | PD                     | 20         | 3          | CA+CdL          | 0               | 0               | -                  | -                  | -                  |             | -           | -           | 20     | 3      |
| Totale Vélez Sarsfield | Totale Vélez Sarsfield | Totale Vélez Sarsfield | 43         | 3          |                 | 10              | 2               |                    | 7                  | 2                  |             | -           | -           | 60     | 7      |
| ago.-dic. 2023         | New York City          | MLS                    | -          | -          | USC+LC          | -               | -               | -                  | -                  | -                  |             | -           | -           | -      | -      |
| Totale carriera        | Totale carriera        | Totale carriera        | 43         | 3          |                 | 10              | 2               |                    | 7                  | 2                  |             | -           | -           | 60     | 7      |